# مكتب الاستثمار الكويتي في لندن
مكتب الاستثمار الكويتي في لندن، هو الذراع الرئيس للهيئة العامة للاستثمار الكويتية، حيث يدير نحو ثلاثين بالمائة من أصول وأموال الهيئة التي قدرت قيمتها في عام 2022 بنحو 738 مليار دولار أمريكي. تأسس المكتب في 23 فبراير 1953، وكان يُسمى حينها «مجلس الاستثمار الكويتي» الذي أسس صندوق الاحتياطي العام، وهو أول صندوق ثروة سيادي في العالم. حمل المكتب اسمه الحالي في عام 1965 بعد صدور قرار بتوسيع نطاق استثمارات المجلس دوليًا وتغيير اسمه. لعب المكتب دورًا محوريًا إبّان الغزو العراقي للكويت في عام 1990 إذ لعب دور بنك الكويت المركزي للحكومة الكويتية في المنفى بعد أن جُمدت أصول الدولة وأرصدتها نتيجة للغزو، فرتب المكتب الحوالات المالية الكويتية الداعمة للحكومة والمواطنين في مختلف أنحاء العالم، وكُلِف بتكاليف حرب تحرير الكويت وإعادة إعمار الكويت.

## تاريخه
تعود جذور مكتب الاستثمار الكويتي في لندن إلى «مجلس الاستثمار الكويتي» الذي تأسس في عام 1953، قبل ثماني سنوات من استقلال الكويت، قررت الحكومة الكويتية أن توسع مجال عمل المجلس في عام 1965، وشمل القرار تغيير تسمية مجلس الاستثمار الكويتي ليصبح مكتب الاستثمار الكويتي، فيما أصبح نطاق سياسته الاستثمارية خارج المملكة المتحدة شاملًا للولايات المتحدة وآسيا وبعض الأسواق الناشئة.

## أعماله
تتمثل المهمة الرئيسة لمكتب الاستثمار الكويتي في لندن في ثلاثة محاور:
- إدارة الجزء المخوّل إليه إدارته من قبل دولة الكويت والذي يشمل مجموع احتياطيات صندوق الأجيال القادمة بغرض الحفاظ على القيمة الحقيقية لهذه الأموال.
- الحفاظ على رأس مال الصناديق السيادية الكويتية وتحقيق عائد مناسب على المدى الطويل يتجاوز معدل أدائه المؤشرات الاستثمارية العالمية.
- تجديد وتعزيز سمعة المكتب باعتباره خبير ومؤسسة متطوّرة تستثمر في الأسواق المالية الدولية.

## هيكله ونطاق عمله
يتكوّن مكتب الاستثمار الكويتي في لندن من عدد من خبراء الاستثمار، وهو مخول بالاستثمار المباشر في مختلف فئات الأصول التي تشمل: الأسهم، الدخل الثابت، المساهمات الخاصة، الملكيات، البنى التحتية، والعقارات في مختلف المناطق الجغرافية.